# Efter stormen
Efter stormen (стилизовано как «…Efter stormen»; со швед. — «После бури») — третий студийный альбом шведской певицы и автора песен Мари Фредрикссон, выпущенный 12 октября 1987 года на лейбле EMI Sweden. Это её первый релиз после коммерческого прорыва Roxette в Швеции. Альбом имел огромный успех, достигнув первой позиции в шведском чарте альбомов. Продажи составили более 50 000 копий в течение первого месяца после выхода альбома. С тех пор он был сертифицирован Шведской ассоциацией звукозаписывающей индустрии как «платиновый» за поставки свыше 100 000 копий.
Сингл на песню «Efter stormen» вышел перед релизом самого альбома. Это был первый и единственный коммерческий сингл, выпущенный из данного альбома. Тем не менее ещё одна альбомная композиция «Bara för en dag» вошла в десятку лучших в чарте «Swedish Airplay Chart». Альбом выиграл премию «Rockbjörnen» 1987 года в номинации «Лучший шведский альбом». Фредрикссон также получила награду как «Лучшая шведская исполнительница». Она также была номинирована на премию «Грэммис» 1988 года, шведский эквивалент премии «Грэмми». Альбом был ремастерирован и переиздан в 2003 году с тремя бонус-треками.

## История и запись
После выпуска предыдущего сольного альбома Фредрикссон Den sjunde vågen в феврале 1986 года она основала поп-дуэт Roxette совместно с Пером Гессле. В этом же году Roxette выпустили свой дебютный альбом Pearls of Passion (1986). Оба альбома имели коммерческий успех в Швеции: сольный альбом Фредрикссон продался тиражом более 90 000 копий, а дебютный альбом Roxette — почти 200 000 копий. Альбом Efter stormen был записан всего за две сессии в студиях «EMI» в мае и сентябре 1987 года. Запись прерывалась совместным концертным туром Roxette с Евой Дальгрен и Ratata: «Rock runt riket» (со швед. — «Рок [концерты] по королевству»), который проходил с июля по август.
Гессле изначально выступал против возвращения Фредрикссон к сольной работе, заявляя, что любой сольный альбом и последующий тур негативно повлияют на шансы Roxette на международный успех. Несмотря на эти возражения, она вернулась в студию EMI в сентябре, чтобы закончить запись Efter stormen. При этом Гессле использовал все излишки студийного времени для записи демоверсий для второго альбома Roxette Look Sharp! (1988). Efter stormen был записан со многими из тех же музыкантов, которые играли на Den sjunde vågen (1986), хотя запись содержит меньше инструментов, чем тот релиз; песни в основном основаны на роке и фолке, и почти не содержат синтезатора, преобладающего в ее ранних работах. Второй трек альбома, «Om du såg mej nu» (со швед. — «Если бы ты видел меня сейчас») Фредрикссон написала в память об отце, который скончался в 1981 году до того, как она достигла какой-либо формы коммерческого успеха как записывающаяся исполнительница.

## Выпуск и принятие критиками
Выходу альбома предшествовал выпуск единственного коммерческого сингла из него на песню «Efter stormen». Песня стала её первым хитом, попавшим в десятку лучших синглов в её родной стране, достигнув седьмого места в шведском чарте синглов и второго места в шведском чарте Airplay. Альбом имел коммерческий успех после выпуска 12 октября 1987 года, дебютировав на третьем месте в шведском чарте альбомов, прежде чем достичь первого места в течение двух недель подряд. В течение месяца после релиза альбома было продано более 50 000 его копий. Фредрикссон также отправилась в гастрольный тур по Швеции в поддержку альбома. Она дала 33 аншлаговых выступления с октября по декабрь. К концу 1987 года альбом был сертифицирован Шведской ассоциацией звукозаписывающей индустрии как «платиновый», что означает отгрузку более 100 000 экземпляров. Пластинка получила премию «Rockbjörnen» 1987 года в номинации «Лучший шведский альбом», а сама певица была также удостоена награды как «Лучшая шведская исполнительница». В начале 1988 года песня «Bara för en dag» (которая не выпускалась отдельным синглом) вошла в десятку лучших хитов шведского чарта Airplay Chart, а Фредрикссон была номинирована на премию «Грэммис» 1988 года.

## Форматы и списки треков
Все песни написаны Мари Фредрикссон и Лассе Линдбомом, кроме «Aldrig som främlingar», написанной Ульфом Шагерстрёмом.
| №  | Название                | Длительность |
| -- | ----------------------- | ------------ |
| 1. | «Längtan» (Intro)       | 1:41         |
| 2. | «Om du såg mej nu»      | 4:20         |
| 3. | «Efter stormen»         | 4:01         |
| 4. | «Kärlekens skuld»       | 4:50         |
| 5. | «Aldrig som främlingar» | 4:54         |
| 6. | «Bara för en dag»       | 4:41         |

| №                   | Название                  | Длительность |
| ------------------- | ------------------------- | ------------ |
| 7.                  | «Längtan»                 | 4:16         |
| 8.                  | «Låt mej andas»           | 4:34         |
| 9.                  | «Kaffe och tårar»         | 4:01         |
| 10.                 | «Även vargar måste välja» | 2:45         |
| 11.                 | «När vindarna vänt»       | 4:11         |
| 12.                 | «Jag brände din bild»     | 4:29         |
| Общая длительность: | Общая длительность:       | 48:43        |

| №                   | Название                                                                       | Длительность |
| ------------------- | ------------------------------------------------------------------------------ | ------------ |
| 12.                 | «Jag brände din bild" / "Om du såg mej nu» (Orchestral Reprise) (hidden track) | 6:21         |
| 13.                 | «Varmt och djupt»                                                              | 4:33         |
| 14.                 | «Ut ur skuggan, in i solen»                                                    | 4:21         |
| 15.                 | «En stund»                                                                     | 5:38         |
| Общая длительность: | Общая длительность:                                                            | 1:05:07      |

## Участники записи
Данные приведены согласно аннотациям на конверте пластинки и буклете к изданию альбома на компакт-диске:
- Записано на студии «EMI Studios» в Стокгольме, Швеция, в мае и сентябре 1987 года
- Мастеринг: Петер Даль, Polar Mastering[англ.] Polar Mastering, Стокгольм

| Музыканты - Мари Фредрикссон — вокал, автор текстов, автор музыки и фортепиано - Per Andersson — ударные и программирование - Staffan Astner — электрогитары - Richard «Ricky» Johansson — бас-гитара и электрический контрабас - Leif Larson — клавишные | Технический персонал - Kjell Andersson — дизайн обложки - Denise Grünstein — фотография - Лассе Линдбом — композитор и продюсер - Alar Suurna — звукорежиссёр |

Дополнительные музыканты
- Andreas Alin — флейта (трек 5)
- Sara Aronson — валторна (трек 5)
- Jörgen Astner — мандолина (трек 7)
- Tomas Gertonsson — контрабас (трек 12)
- Erik Häusler — саксофон (трек 9)
- Ingalill Hillerud — контрабас (трек 12)
- Хенрик Янсон[англ.] — духовые и струнные аранжировки (трек 5 и 12)
- Ulf Janson — духовые и струнные аранжировки (трек 5 и 12)
- Mårten Larsson — гобой (трек 5)
- Elmér Lavotha — виолончель (трек 5 и 12)
- Leif Lindvall — труба (трек 12)
- Mikael Lundbald — скрипка (трек 12)
- Thomas Lundbald — скрипка (трек 12)
- Per Malmstedt — синтезатор (трек 3, 9 и 11)
- Kalle Moraeus[англ.] — скрипка (трек 12)
- Tove Naess — бэк-вокал (трек 3, 6 и 8)
- Anne-Lie Rydé[англ.] — бэк-вокал (трек 3, 6 и 8)
- Mikael Sjörgen — виолончель (трек 5 и 12)
- Jan-Erik Skoglund — фагот (трек 5)
- Arne Stenlund — альт (трек 12)
- Sten-Johan Sunding — альт (трек 12)
- Anette Vistrand — скрипка (трек 12)

## Чарты и сертификация
| Чарт (1987)                | Высшая позиция |
| -------------------------- | -------------- |
| Швеция (Sverigetopplistan) | 1              |

| Регион                                                      | Сертификация | Продажи  |
| ----------------------------------------------------------- | ------------ | -------- |
| Швеция (GLF)                                                | Платиновый   | 100 000^ |
| ^ Данные о тиражах приведены только на основе сертификации. |              |          |

## История релизов
| Регион | Дата            | Формат                                              | Лейбл           | Номер по каталогу | Прим. |
| ------ | --------------- | --------------------------------------------------- | --------------- | ----------------- | ----- |
| Швеция | 12 октября 1987 | LP кассета CD                                       | EMI             | 7484572           | [ 1 ] |
| Швеция | июнь 2002       | Ремастированный 24-bit HDCD бокс-сет Kärlekens guld | Capitol Records | 7243 5 40199-2 0  | [ 1 ] |
| Швеция | 5 марта 2003    | CD                                                  | Capitol Records | н/д               | [ 1 ] |